# Lipohialinosis
La lipohialinosis es un trastorno oclusivo que ocurre a nivel de las pequeñas arterias del cerebro, fundamentalmente las arterias comunicantes profundas, caracterizado por la presencia de microateromas con trombosis de la luz del vaso sanguíneo afectado. Debido a que las arterias comunicantes profundas derivan de arterias relativamente grandes, el flujo sanguíneo suele ser de mayor presión comparado con otras arterias del mismo calibre, por lo que la oclusión de ellas causa con frecuencia infartos lacunares, una forma de accidente cerebrovascular. Muy rara vez la lipohialinosis es heredada. El trastorno por ser una enfermedad degenerativa se vuelve crónico.

## Fisiopatología
En la lipohialinosis, la pared de los vasos sanguíneos sufren cambios degenerativos, fundamentalmente una degeneración hialina en la túnica íntima y media, pudiendo aparecer también microaneurismas. La hipertensión arterial es uno de los principales factores de riesgo para la aparición de los cambios degenerativos característicos de la lipohialinosis.